# 疋田生次郎
疋田 生次郎（ひきた せいじろう、1928年〈昭和3年〉4月7日 - 2001年〈平成13年〉2月17日）は、日本の声楽家（バリトン）・音楽教育者。元・武蔵野音楽大学教授。

## 経歴
北海道出身。1957年（昭和32年）武蔵野音楽大学専攻科修了。
1969年（昭和44年） - 1972年（昭和47年）イタリアのローマ、ミラノに留学し、マリオ・サンマリーニ、デ・スカルツィ、レオニーダ・ベッロンらに師事。
音楽教育者として優れ、優秀な声楽家を数多く育てた。著名な門下生は、伊原直子、山路芳久、牧野正人、青山智英子、星洋二、高橋啓三、村田健司、笠井幹夫、田口興輔、塩田美奈子、丹藤亜希子、三縄みどり、大澤一彰、小貫岩夫、新垣勉、富浦元公など、錚々たる顔ぶれである。疋田の指導方法は「疋田式発声法」と呼ばれている。門下生によるグループ「グルッポ・ヴィーヴォ」が組織されており、東京と熊本で2020年（令和2年）現在も活動が行われている。
また、日伊声楽コンコルソなど国際コンクールの審査員も務めた。
元・日伊音楽協会会員、武蔵野音楽協会会員。
2001年（平成13年）2月17日死去。72歳没。
2007年（平成19年）4月25日「疋田生次郎先生を偲ぶ会」により、めぐろパーシモンホール大ホールにて「疋田生次郎の世界 七回忌に偲ぶ」が開催された。
2013年（平成25年）9月23日には紀尾井ホールにて「第9回グルッポ・ヴィーヴォ演奏会《思い出の中の…疋田生次郎先生》」が開催されている。出演者は33名にのぼったという。

## オペラ出演歴
昭和音楽大学オペラ情報センターの記録による。
- 1957年（昭和32年）12月 コンセールｆ メノッティ『電話』ベン
- 1958年（昭和33年）11月 長門美保歌劇団 西崎嘉太郎『髭櫓』平助どん
- 1958年（昭和33年）12月 青年グループ プロコフィエフ『三つのオレンジへの恋』ファルファレッロ
- 1959年（昭和34年）11月 長門美保歌劇団 ドヴォルザーク『ルサルカ』水の精の男
- 1960年（昭和35年）6月 青年グループ メノッティ『ブリッカー街の聖者』サルヴァトーレ
- 1961年（昭和36年）5月 青年グループ バーンスタイン『タヒチ島の騒動』サム